# Tritonia
Tritonia é um género botânico pertencente à família Iridaceae.